# 臺北市立大學附設實驗國民小學
臺北市立大學附設實驗國民小學（英文：Affiliated Experimental Elementary School of University of Taipei, ESUT），簡稱北市大附小，於1913年創立，是臺灣一所的國民小學，為臺北市立大學附設的實驗小學，附設一幼兒園。前身為臺北市立教育大學附設實驗國民小學（教大附小）。其位置緊鄰麗正門（南門）、臺北市立大學、弘道國中。

## 校史

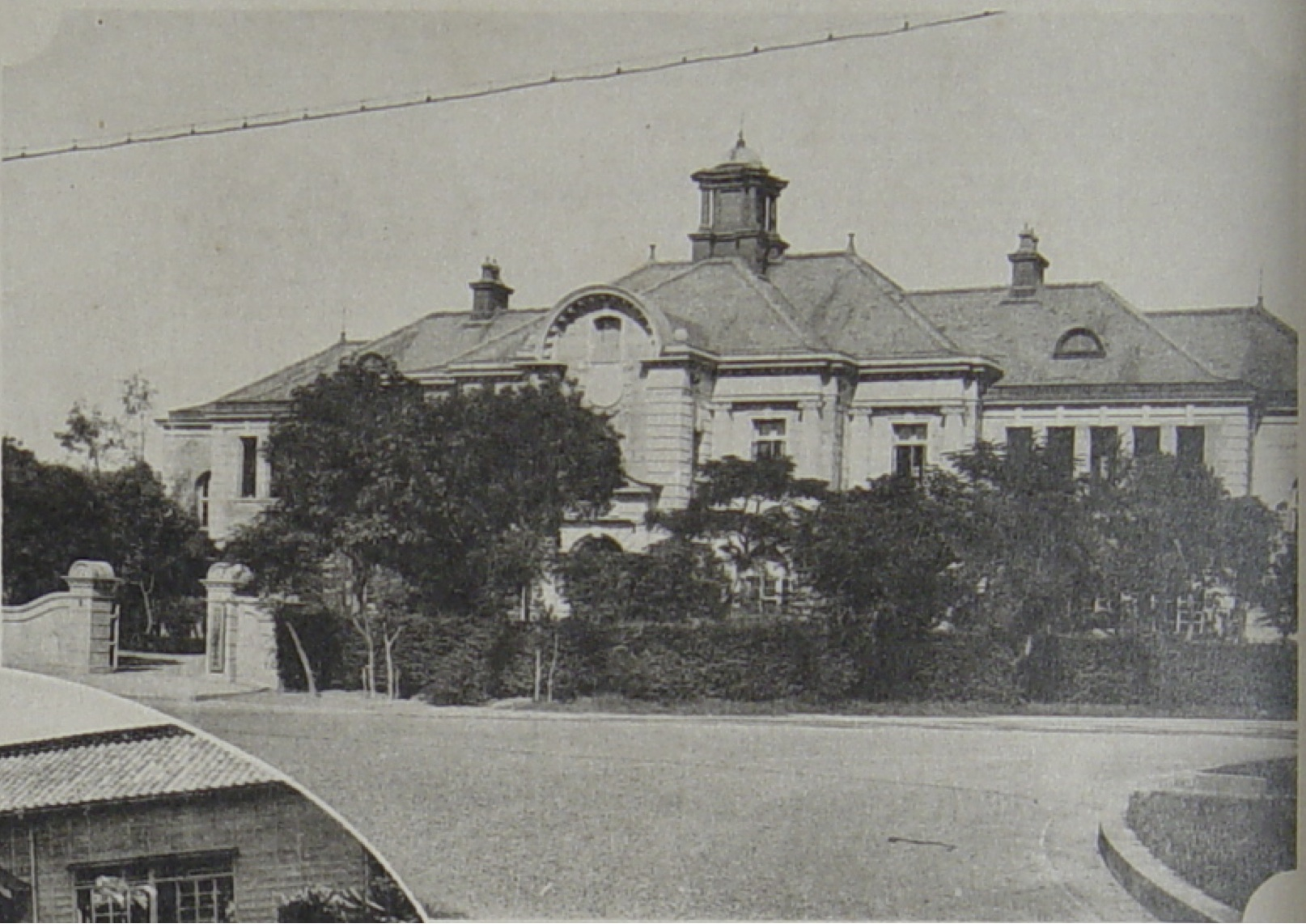
臺北師範學校附屬小學校校舍

1913年2月13日，臺灣總督府「國語學校附屬小學校」創校，學生以日本人為主。1919年4月1日，因國語學校改制為「臺北師範學校」，因此改為「臺北師範學校附屬小學校」。1927年5月13日，因臺北第二師範學校（今國立臺北教育大學）設立，因此改為臺灣總督府「臺北第一師範學校附屬小學校」。同年4月1日，第一位臺灣籍學生許伯珽入學，其父許丙是日本貴族院議員。1941年4月1日，更名為臺灣總督府「臺北第一師範學校附屬第一國民學校」。1943年4月1日，因北一師、北二師合併，更名為臺灣總督府「臺北師範學校附屬第一國民學校」。

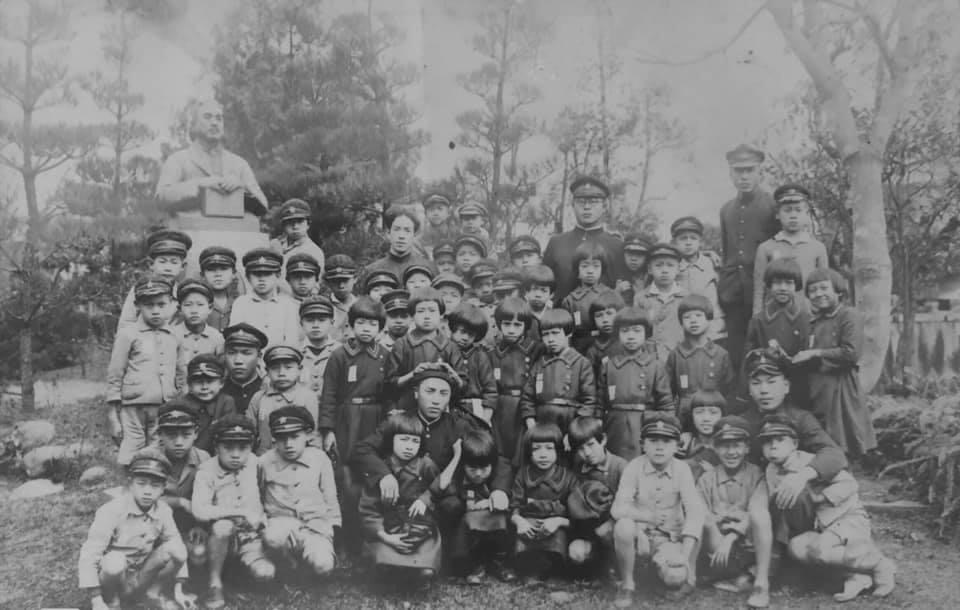
1941年（昭和16年）台北第一師範學校附屬第二國民學校遠足

1945年中華民國接收臺灣後，改制為「臺灣省立臺北女子師範學校附屬小學」。1966年，更名為「臺灣省立臺北女子師範專科學校附屬小學」。1967年，因臺北市升格為直轄市，更名為「臺北市立女子師範專科學校附屬小學」。1968年，臺灣實施九年國民義務教育，更名為「臺北市立女子師範專科學校附屬國民小學」（簡稱「女師附小」）。1979年，更名為「臺北市立師範專科學校附屬國民小學」。1983年，更名為「臺北市立師範專科學校附設實驗國民小學」。1987年，更名為「臺北市立師範學院附設實驗國民小學」。2005年，更名為「臺北市立教育大學附設實驗國民小學」。2013年，更名為「臺北市立大學附設實驗國民小學」。

## 歷屆校長

### 日治時期
- 森川政雄
- 平塚佐吉
- 渡邊節治
- 關野宋
- 前野喜代治
- 國府種武
- 折戶傳吉
- 木原義行
- 佐藤源治

### 中華民國時期
- 朱鎮山（第一任）
- 張金鍵（第二任）
- 張玉珂（第三任）
- 陳鴻年（代理）
- 任培道（代理）
- 李蔭田（第四任）
- 白子祥（第五任）
- 柳子德（第六任）
- 陳展之（第七任）
- 張治寰（第八任）
- 徐貴華（第九任）
- 陳東陞（第十任）
- 劉緬懷（第十一任）
- 柯平順（第十二任）
- 楊坤堂（第十三任）
- 許信雄（第十四任）
- 盧美貴（第十五任）
- 萬家春（第十六任）
- 方慧琴（第十七任）
- 邱世明（第十八任）
- 吳家瑞（代理）
- 吳家瑞（第十九任）

## 行政機關
- 校長室：綜理全校業務。
- 教務處：辦理教學及教務行政等相關業務。
- 學務處：辦理學生事務等相關業務。
- 總務處：辦理事務、出納及文書等相關業務。
- 輔導室：辦理輔導行政及特殊教育等相關業務。
- 研發處：辦理研究發展等相關業務。
- 會計室：辦理歲計及會計等相關業務。
- 人事室：辦理人事管理等相關業務。

## 校歌
詞：白子祥  曲：羅慶洲 
巍巍黌舍　雄踞鯤北　琅琅絃歌聲
三千學子　國之菁英　誠敬勤樸敦品勵行
好學不倦　有始有終　幼年立大志　效法鄭成功
為國家 砥柱　為民族 干城
及時努力　莫負今生
北市大附小　永垂令名　北市大附小　永垂令名

## 知名校友
- 馬英九：中華民國第12-13任總統
- 李坤儀：前中華民國總統李登輝之孫女